# Tanaostigmodes tetartus
Tanaostigmodes tetartus är en stekelart som beskrevs av Crawford 1911. Tanaostigmodes tetartus ingår i släktet Tanaostigmodes och familjen Tanaostigmatidae. Inga underarter finns listade i Catalogue of Life.